# Ognjičica
Ognjičica (praseće zelje, smrdljiva ognjičica, lat. Aposeris), monotipski biljni rod iz porodice glavočika smješten u podtribus Hyoseridinae. Jedina vrsta je zeljasta trajnica iz velikog dijela Europe, u Hrvatskoj poznata kao smrdljiva ognjičica.
Latinsko ime roda dolazi od grčkih rijeli apo (različit) i seris (cikorija), što znači da je drugačija od cikorije, dok ime vrste foetida, označava neugodan miris ove biljke.
Uspravna glatka stabljika naraste do 20cm u visinu, a na vrhu se nalazi cvjetna glavica. Stabljika nema listova, nego oni rastu iz podanka uz nju. Mladi listovi su jestivi i sdrže veliku razinu vitamina C.
- A. foetida
- A. foetida
- A. foetida